# 1st Marine Armored Car Squadron

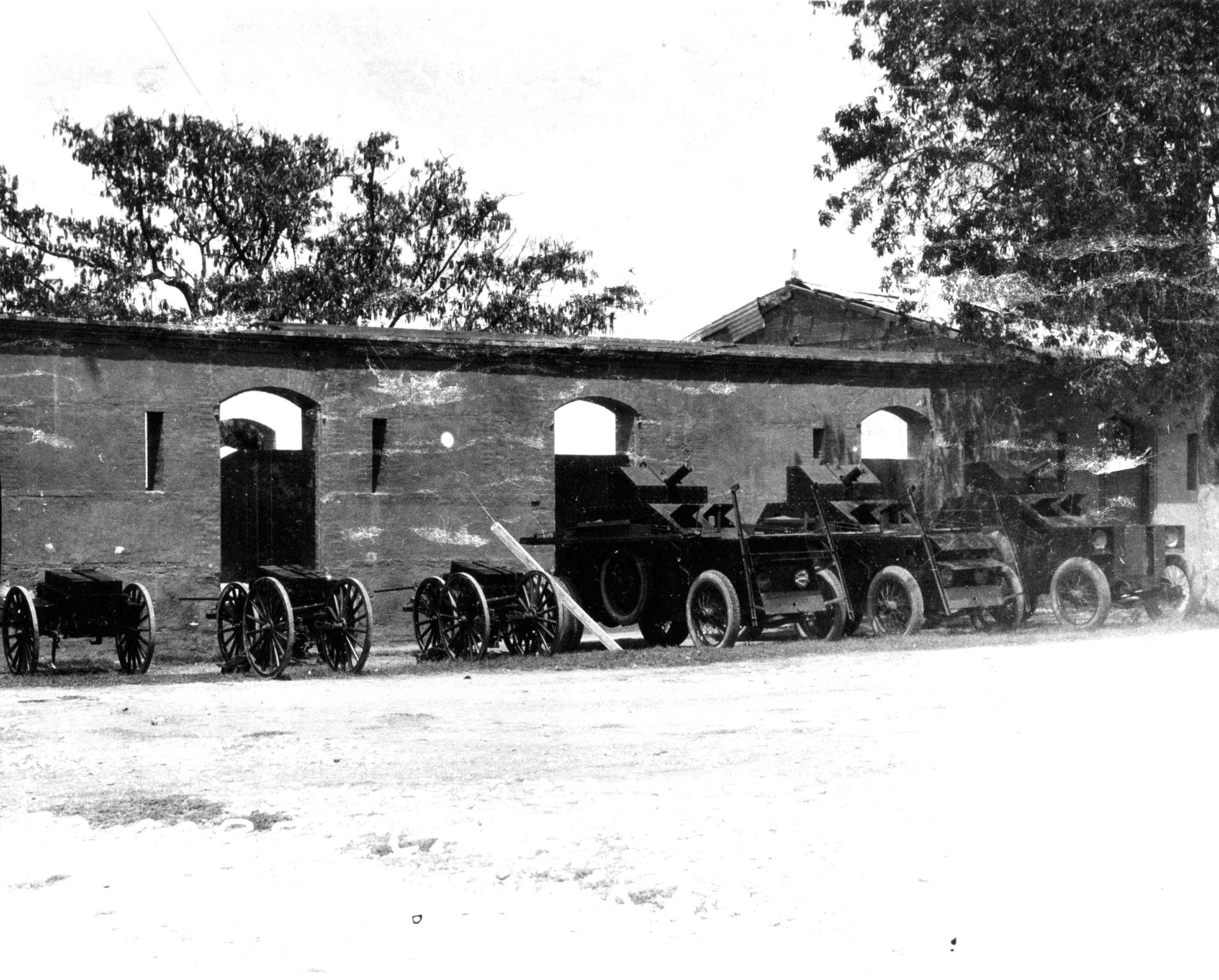
Alcune King Armored Car ad Haiti

Il 1st Armored Car Squadron era una unità del Corpo dei Marines degli Stati Uniti d'America. Questa unità era creata appositamente per utilizzare le autoblindo in combattimento. L'unità venne costituita nel 1916 con al comando il capitano Andrew B. Drum ed era parte dell'allora 1st Marine Regiment di nuova costituzione.
Inspirandosi all'utilizzo che l'esercito britannico aveva fatto delle autoblindo Rolls-Royce, Franklin D. Roosevelt, allora Sotto Segretario alla Marina, acquistò due esemplari di un veicolo blindato prodotto dalla Armor Motor Car Company di Detroit, Illinois. I due veicoli furono sottoposti a prove e successivamente ne furono acquistati altri sei esemplari di quella che ora era designata King Armored Car, tutti i veicoli furono assegnati allo Squadrone.
L'unità non fu mai utilizzata in combattimento e venne sciolta a Quantico nel 1921. 